# 私の思い出
私の思い出（わたしのおもいで）は、日本のロックバンドである。2010年結成。

## 概要
2010年3月、京都で結成。流動的にメンバーが変わる時期を経て、2010年8月よりメンバーが登山（歌手）・マサ（ギター）・バタやん（ベース）・中居貴族（ドラム）・上田（サックス）となる。上田が参加する前からバンド名は「私の思い出」であった。
京都・磔磔、名古屋・得三でのワンマンライブを経て、2014年 1st『アドベンチャー!危機一髪!』をリリース。
2015年12月にリリースした2nd『あゝ、冒険』は、2位の星野源に続くタワーレコード京都ウィークリーチャート3位、2016年7月にリリースした3rdアルバム『おやすみユートピア』および2017年リリース4thアルバム『アドベンチャーロック』がタワーレコード京都ウィークリーチャート1位になる。
自主イベントとして、2015年から梅田クラブクアトロでの「天地創造キャンプ」を開催。ザ50回転ズ、キノコホテル、ザ・たこさん、カルメラとのツーマンライブを成功させる。
「天地創造キャンプ vol.4」では、シークレットゲストの押尾コータローと「おにぎりユニバース」をセッションした。
2017年は京都のボロフェスタ、ギターウルフ主催シマネジェットフェスなど地方のフェスにも多数出演している。
2018年10月19日をもってスパゲットー上田（サックス）が脱退。
2019年7月1日、スパゲットー上田（サックス）脱退後からサポート参加していた安東ジョーンズ博士（キーボード）が正式加入したことを公式サイトで発表。
キャンプボーイのスタイルでステージに上がり、ライブのことを「キャンプ」と呼ぶ。
京都を拠点に全国各地で「キャンプ」を行っている。
「唯一現存するアドベンチャーロックバンド」と自称している。アドベンチャーロックバンドの定義は「私の思い出」自身が定めている。
京都の路面電車、京福電鉄「嵐電」とコラボレート。
2019年8月9日に台北（台湾）、8月11日に台南（台湾）、2019年11月にカトマンズ（ネパール）で海外キャンプを予定している。

## メンバー
登山正文
　(のぼりやま まさふみ) - 歌手および隊長および新リーダー
ジーザス・マサ
　(じーざす・まさ) - ギター
バタやん
　(ばたやん) - ベース
中居貴族
　(なかい きぞく) - ドラム
安東ジョーンズ博士
　(あんどう じょーんず はくし) - キーボード
過去のメンバー
スパゲットー上田
　(すぱげっとー うえだ) - サックス、旧リーダー

## ディスコグラフティ

### アルバム
|     | 発売日     | タイトル                 | 収録曲 | 規格品番   | レーベル       | 備考                                          |
| --- | ---------- | ------------------------ | --- | ---------- | -------------- | --------------------------------------------- |
| 1st | 2014/2/12  | アドベンチャー!危機一髪! | 1. お米フリーク 2. キャンプ行こう 3. 近畿地方 4. Don't Stop BBQ 5. 禁煙 6. 悲しいよ 7. 俺のガラムマサラ 8. 荒野のネッカチーフ 9. しょっちゅう焼酎 10. 腰が痛い | OMOIDE-001 | 思い出レコード |                                               |
| 2nd | 2015/12/16 | あゝ、冒険               | 1. おそとサンバ 2. キャンプは楽しい 3. チャイナライダー 4. 夜中のアドベンチャー 5. 雪山大宴会                                                                  | OMOIDE-005 | 思い出レコード |                                               |
| 3rd | 2016/7/13  | おやすみユートピア       | 1. パワースポット 2. おにぎりユニバース 3. ふるさと 4. 宇宙はワンダー 5. スペースアドベンチャー                                                                | OMOIDE-006 | 思い出レコード | タワーレコード京都店ウィークリーチャート第1位 |
| 4th | 2017/6/21  | アドベンチャーロック     | 1. Let's go THE CAMP 2. 元気 3. イモほり 4. party time 5. 愛し地球 6. lovely 7. 炎がボーボー 8. ララ嵐電                                                       | OMOIDE-007 | 思い出レコード | タワーレコード京都店ウィークリーチャート第1位 |
| 5th | 2018/9/19  | ワンダフル毎日           | 1. コーフェ スマラコーム 2. 虫とり 3. えび天 4. おはようのきもち 5. つりばし 6. 俺としいたけ 7. お祭り 8. never ending summer vacation                         | OMOIDE-008 | 思い出レコード |                                               |

### 配信限定
| タイトル                             | 収録曲 | 規格品番   | レーベル       | 備考 |
| ------------------------------------ | --- | ---------- | -------------- | ---- |
| アドベンチャー!危機一髪!(A.C. REMIX) | 1. お米フリーク (Remixその1) 2. お米フリーク (Remixその2) 3. お米フリーク (Remixその3) 4. キャンプ行こう (Remix) 5. 俺のガラムマサラ (Remix) 6. 悲しいよ (Remix) 7. Don't Stop BBQ (Remix) | OMOIDE-002 | 思い出レコード |      |

## オリジナルビデオ
- 死殺カオス 猿の帝国（2014年12月26日、監督：島田角栄）